# هيرمان ماتيسون
هيرمان كارلوفيس ماتيسون (المعروف باسم هيرمان ماتيسون) هو لاعب شطرنج لاتفي وكاتب لدراسات الشطرنج ولد في 28 ديسمبر 1894 في ريغا وتوفي في 16 نوفمبر 1932 في ذات المدينة.

## الجوائز
فاز ببطولة لاتفيا في عام 1924، وأحتل الصدارة أولمبياد الشطرنج غير الرسمي الأول، الذي أقيم في باريس، بالتزامن مع الألعاب الأولمبية الصيفية التي كانت تقام في نفس المدينة.
وفي العام التالي ، فاز ببطولة عيد الفصح التي أقيمت بروملي، ثم فاز ببطولة برديوف عام 1926، وأحاول المركز التاسع في بطولة بودابست التي أقيمت في نفس العام ، حيث حصل على 7.5 نقطة من أصل 15، و المركز الثاني في بطولة كونيجسبيرج عام 1926.
وفي عام 1928 ، احتل المركز الثالث (خلف برزيبيوركا ويوي) في بطولة العالم للهواة، التي نظمت على هامش أولمبياد الشطرنج الثاني الذي أقيم في لاهاي، وفي عام 1929 ، حصل على نصف النقاط في دورة كارلسباد،  خلال نفس البطولة ، قام بتأليف دراسة شطرنج نشرت لأول مرة في مجلة أحدث الأخبار الاتفية .
وفي أولمبياد الشطرنج لعام 1931 في براغ، كان سجل ماتيسون متواضعًا، لكنه كان أول لاعب يهزم ألكسندر ألكين، الذي كان بطل العالم آنذاك (فاز ألكين بالميدالية الذهبية الفردية في الأولمبياد)، وأنهى فريق لاتفيا الأولمبياد في المركز السابع، وكان هذا الأولمبياد المسابقة الآخيرة التي شارك فيها ماتيسون، حيث توفي بسبب مرض السل في عام 1932، ودفن في مقبرة ريغا.